# Tour of Norway 2023
Tour of Norway 2023 – 12. edycja wyścigu kolarskiego Tour of Norway, która odbyła się w dniach od 26 do 29 maja 2023 na liczącej ponad 407 kilometrów trasie składającej się z prologu i 3 etapów i biegnącej z Bergen do Stavanger. Impreza kategorii 2.Pro była częścią UCI ProSeries 2023.

## Etapy
| Etap   | Data   | Start – Meta          | type                                | Dystans (km) | Suma wzniesień (m) | Zwycięzca etapu    | Lider      |
| ------ | ------ | --------------------- | ----------------------------------- | ------------ | ------------------ | ------------------ | ---------- |
| Prolog | 26 maj | Bergen                | jazda indywidualna na czas pod górę | 7,4          | 319 m              | Ben Tulett         | Ben Tulett |
| 1      | 27 maj | Røldal – Hovden       | pagórkowaty                         | 85,2         | 1463 m             | Mike Teunissen     | Ben Tulett |
| 2      | 28 maj | Valle – Stavanger     | pagórkowaty                         | 165,7        | 2399 m             | Thibau Nys         | Ben Tulett |
| 3      | 29 maj | Stavanger – Stavanger | płaski                              | 149,3        | 1277 m             | Alexander Kristoff | Ben Tulett |

## Drużyny
| WorldTeams (8)- Alpecin-Deceuninck - Bora-Hansgrohe - EF Education-EasyPost - Ineos Grenadiers - Intermarché-Circus-Wanty - Jumbo-Visma - Team DSM - Trek-Segafredo ProTeams (7)- Caja Rural-Seguros RGA - Green Project-Bardiani CSF-Faizanè - Human Powered Health - Q36.5 Pro Cycling Team - Team Flanders-Baloise - Tudor Pro Cycling Team - Uno-X Pro Cycling Team Continental teams (3)- Leopard TOGT Pro Cycling - Saint Piran - Team Coop-Repsol Reprezentacja- Norwegia |
| |

## Wyniki etapów

### Prolog
| Bergen - | jazda indywidualna na czas pod górę | (7,4 km) |

| \| Klasyfikacja etapu \| Klasyfikacja etapu \| Klasyfikacja etapu \| Klasyfikacja etapu \| Klasyfikacja etapu \| \| Kolarz \| Kolarz \| Państwo \| Drużyna \| Czas \| \| ------------------ \| -------------------------- \| ------------------ \| ------------------------ \| ------------------ \| \| 1. \| Ben Tulett \| Wielka Brytania \| Ineos Grenadiers \| 14' 28" \| \| 2. \| Magnus Sheffield \| Stany Zjednoczone \| Ineos Grenadiers \| + 1" \| \| 3. \| Attila Valter \| Węgry \| Jumbo-Visma \| + 20" \| \| 4. \| Ådne Holter \| Norwegia \| Uno-X Pro Cycling Team \| + 27" \| \| 5. \| Mathias Vacek \| Czechy \| Trek-Segafredo \| + 28" \| \| 6. \| Thibau Nys \| Belgia \| Trek-Segafredo \| + 30" \| \| 7. \| Tobias Halland Johannessen \| Norwegia \| Uno-X Pro Cycling Team \| + 31" \| \| 8. \| Rune Herregodts \| Belgia \| Intermarché-Circus-Wanty \| + 31" \| \| 9. \| Marco Brenner \| Niemcy \| Team DSM \| + 32" \| \| 10. \| Alexander Kamp \| Dania \| Tudor Pro Cycling Team \| + 32" \| |                            |                   |                          |         |
| |                            |                   |                          |         |
| Źródło: ProCyclingStats |                            |                   |                          |         |
| Klasyfikacja etapu |                            |                   |                          |         |
| Kolarz | Kolarz                     | Państwo           | Drużyna                  | Czas    |
| 1. | Ben Tulett                 | Wielka Brytania   | Ineos Grenadiers         | 14' 28" |
| 2. | Magnus Sheffield           | Stany Zjednoczone | Ineos Grenadiers         | + 1"    |
| 3. | Attila Valter              | Węgry             | Jumbo-Visma              | + 20"   |
| 4. | Ådne Holter                | Norwegia          | Uno-X Pro Cycling Team   | + 27"   |
| 5. | Mathias Vacek              | Czechy            | Trek-Segafredo           | + 28"   |
| 6. | Thibau Nys                 | Belgia            | Trek-Segafredo           | + 30"   |
| 7. | Tobias Halland Johannessen | Norwegia          | Uno-X Pro Cycling Team   | + 31"   |
| 8. | Rune Herregodts            | Belgia            | Intermarché-Circus-Wanty | + 31"   |
| 9. | Marco Brenner              | Niemcy            | Team DSM                 | + 32"   |
| 10. | Alexander Kamp             | Dania             | Tudor Pro Cycling Team   | + 32"   |

| \| Klasyfikacja generalna \| Klasyfikacja generalna \| Klasyfikacja generalna \| Klasyfikacja generalna \| Klasyfikacja generalna \| \| Kolarz \| Kolarz \| Państwo \| Drużyna \| Czas \| \| ---------------------- \| -------------------------- \| ---------------------- \| ------------------------ \| ---------------------- \| \| 1. \| Ben Tulett \| Wielka Brytania \| Ineos Grenadiers \| 14' 28" \| \| 2. \| Magnus Sheffield \| Stany Zjednoczone \| Ineos Grenadiers \| + 1" \| \| 3. \| Attila Valter \| Węgry \| Jumbo-Visma \| + 20" \| \| 4. \| Ådne Holter \| Norwegia \| Uno-X Pro Cycling Team \| + 27" \| \| 5. \| Mathias Vacek \| Czechy \| Trek-Segafredo \| + 28" \| \| 6. \| Thibau Nys \| Belgia \| Trek-Segafredo \| + 30" \| \| 7. \| Tobias Halland Johannessen \| Norwegia \| Uno-X Pro Cycling Team \| + 31" \| \| 8. \| Rune Herregodts \| Belgia \| Intermarché-Circus-Wanty \| + 31" \| \| 9. \| Marco Brenner \| Niemcy \| Team DSM \| + 32" \| \| 10. \| Alexander Kamp \| Dania \| Tudor Pro Cycling Team \| + 32" \| |                            |                   |                          |         |
| |                            |                   |                          |         |
| Źródło: ProCyclingStats |                            |                   |                          |         |
| Klasyfikacja generalna |                            |                   |                          |         |
| Kolarz | Kolarz                     | Państwo           | Drużyna                  | Czas    |
| 1. | Ben Tulett                 | Wielka Brytania   | Ineos Grenadiers         | 14' 28" |
| 2. | Magnus Sheffield           | Stany Zjednoczone | Ineos Grenadiers         | + 1"    |
| 3. | Attila Valter              | Węgry             | Jumbo-Visma              | + 20"   |
| 4. | Ådne Holter                | Norwegia          | Uno-X Pro Cycling Team   | + 27"   |
| 5. | Mathias Vacek              | Czechy            | Trek-Segafredo           | + 28"   |
| 6. | Thibau Nys                 | Belgia            | Trek-Segafredo           | + 30"   |
| 7. | Tobias Halland Johannessen | Norwegia          | Uno-X Pro Cycling Team   | + 31"   |
| 8. | Rune Herregodts            | Belgia            | Intermarché-Circus-Wanty | + 31"   |
| 9. | Marco Brenner              | Niemcy            | Team DSM                 | + 32"   |
| 10. | Alexander Kamp             | Dania             | Tudor Pro Cycling Team   | + 32"   |

### Etap 1
| Røldal - Hovden | pagórkowaty | (85,2 km) |

| \| Klasyfikacja etapu \| Klasyfikacja etapu \| Klasyfikacja etapu \| Klasyfikacja etapu \| Klasyfikacja etapu \| \| Kolarz \| Kolarz \| Państwo \| Drużyna \| Czas \| \| ------------------ \| -------------------------- \| ------------------ \| ------------------------ \| ------------------ \| \| 1. \| Mike Teunissen \| Holandia \| Intermarché-Circus-Wanty \| 1h 58' 30" \| \| 2. \| Tobias Lund Andresen \| Dania \| Team DSM \| + 0" \| \| 3. \| Jordi Meeus \| Belgia \| Bora-Hansgrohe \| + 0" \| \| 4. \| Thibau Nys \| Belgia \| Trek-Segafredo \| + 0" \| \| 5. \| Alexander Kamp \| Dania \| Tudor Pro Cycling Team \| + 0" \| \| 6. \| Tobias Halland Johannessen \| Norwegia \| Uno-X Pro Cycling Team \| + 0" \| \| 7. \| Robbe Ghys \| Belgia \| Alpecin-Deceuninck \| + 0" \| \| 8. \| Magnus Sheffield \| Stany Zjednoczone \| Ineos Grenadiers \| + 0" \| \| 9. \| Mick van Dijke \| Holandia \| Jumbo-Visma \| + 0" \| \| 10. \| Marijn van den Berg \| Holandia \| EF Education-EasyPost \| + 0" \| |                            |                   |                          |            |
| |                            |                   |                          |            |
| Źródło: ProCyclingStats |                            |                   |                          |            |
| Klasyfikacja etapu |                            |                   |                          |            |
| Kolarz | Kolarz                     | Państwo           | Drużyna                  | Czas       |
| 1. | Mike Teunissen             | Holandia          | Intermarché-Circus-Wanty | 1h 58' 30" |
| 2. | Tobias Lund Andresen       | Dania             | Team DSM                 | + 0"       |
| 3. | Jordi Meeus                | Belgia            | Bora-Hansgrohe           | + 0"       |
| 4. | Thibau Nys                 | Belgia            | Trek-Segafredo           | + 0"       |
| 5. | Alexander Kamp             | Dania             | Tudor Pro Cycling Team   | + 0"       |
| 6. | Tobias Halland Johannessen | Norwegia          | Uno-X Pro Cycling Team   | + 0"       |
| 7. | Robbe Ghys                 | Belgia            | Alpecin-Deceuninck       | + 0"       |
| 8. | Magnus Sheffield           | Stany Zjednoczone | Ineos Grenadiers         | + 0"       |
| 9. | Mick van Dijke             | Holandia          | Jumbo-Visma              | + 0"       |
| 10. | Marijn van den Berg        | Holandia          | EF Education-EasyPost    | + 0"       |

| \| Klasyfikacja generalna \| Klasyfikacja generalna \| Klasyfikacja generalna \| Klasyfikacja generalna \| Klasyfikacja generalna \| \| Kolarz \| Kolarz \| Państwo \| Drużyna \| Czas \| \| ---------------------- \| -------------------------- \| ---------------------- \| ------------------------ \| ---------------------- \| \| 1. \| Ben Tulett \| Wielka Brytania \| Ineos Grenadiers \| 2h 12' 58" \| \| 2. \| Magnus Sheffield \| Stany Zjednoczone \| Ineos Grenadiers \| + 1" \| \| 3. \| Attila Valter \| Węgry \| Jumbo-Visma \| + 20" \| \| 4. \| Ådne Holter \| Norwegia \| Uno-X Pro Cycling Team \| + 27" \| \| 5. \| Mathias Vacek \| Czechy \| Trek-Segafredo \| + 28" \| \| 6. \| Thibau Nys \| Belgia \| Trek-Segafredo \| + 30" \| \| 7. \| Tobias Halland Johannessen \| Norwegia \| Uno-X Pro Cycling Team \| + 31" \| \| 8. \| Rune Herregodts \| Belgia \| Intermarché-Circus-Wanty \| + 31" \| \| 9. \| Marco Brenner \| Niemcy \| Team DSM \| + 32" \| \| 10. \| Alexander Kamp \| Dania \| Tudor Pro Cycling Team \| + 32" \| |                            |                   |                          |            |
| |                            |                   |                          |            |
| Źródło: ProCyclingStats |                            |                   |                          |            |
| Klasyfikacja generalna |                            |                   |                          |            |
| Kolarz | Kolarz                     | Państwo           | Drużyna                  | Czas       |
| 1. | Ben Tulett                 | Wielka Brytania   | Ineos Grenadiers         | 2h 12' 58" |
| 2. | Magnus Sheffield           | Stany Zjednoczone | Ineos Grenadiers         | + 1"       |
| 3. | Attila Valter              | Węgry             | Jumbo-Visma              | + 20"      |
| 4. | Ådne Holter                | Norwegia          | Uno-X Pro Cycling Team   | + 27"      |
| 5. | Mathias Vacek              | Czechy            | Trek-Segafredo           | + 28"      |
| 6. | Thibau Nys                 | Belgia            | Trek-Segafredo           | + 30"      |
| 7. | Tobias Halland Johannessen | Norwegia          | Uno-X Pro Cycling Team   | + 31"      |
| 8. | Rune Herregodts            | Belgia            | Intermarché-Circus-Wanty | + 31"      |
| 9. | Marco Brenner              | Niemcy            | Team DSM                 | + 32"      |
| 10. | Alexander Kamp             | Dania             | Tudor Pro Cycling Team   | + 32"      |

### Etap 2
| Valle - Stavanger | pagórkowaty | (165,7 km) |

| \| Klasyfikacja etapu \| Klasyfikacja etapu \| Klasyfikacja etapu \| Klasyfikacja etapu \| Klasyfikacja etapu \| \| Kolarz \| Kolarz \| Państwo \| Drużyna \| Czas \| \| ------------------ \| -------------------------- \| ------------------ \| ---------------------- \| ------------------ \| \| 1. \| Thibau Nys \| Belgia \| Trek-Segafredo \| 4h 18' 33" \| \| 2. \| Edward Planckaert \| Belgia \| Alpecin-Deceuninck \| + 1" \| \| 3. \| Ben Tulett \| Wielka Brytania \| Ineos Grenadiers \| + 1" \| \| 4. \| Mick van Dijke \| Holandia \| Jumbo-Visma \| + 1" \| \| 5. \| Tobias Halland Johannessen \| Norwegia \| Uno-X Pro Cycling Team \| + 1" \| \| 6. \| Maurice Ballerstedt \| Niemcy \| Alpecin-Deceuninck \| + 1" \| \| 7. \| Tobias Lund Andresen \| Dania \| Team DSM \| + 1" \| \| 8. \| Magnus Sheffield \| Stany Zjednoczone \| Ineos Grenadiers \| + 1" \| \| 9. \| Ben Zwiehoff \| Niemcy \| Bora-Hansgrohe \| + 1" \| \| 10. \| Jordi Meeus \| Belgia \| Bora-Hansgrohe \| + 5" \| |                            |                   |                        |            |
| |                            |                   |                        |            |
| Źródło: ProCyclingStats |                            |                   |                        |            |
| Klasyfikacja etapu |                            |                   |                        |            |
| Kolarz | Kolarz                     | Państwo           | Drużyna                | Czas       |
| 1. | Thibau Nys                 | Belgia            | Trek-Segafredo         | 4h 18' 33" |
| 2. | Edward Planckaert          | Belgia            | Alpecin-Deceuninck     | + 1"       |
| 3. | Ben Tulett                 | Wielka Brytania   | Ineos Grenadiers       | + 1"       |
| 4. | Mick van Dijke             | Holandia          | Jumbo-Visma            | + 1"       |
| 5. | Tobias Halland Johannessen | Norwegia          | Uno-X Pro Cycling Team | + 1"       |
| 6. | Maurice Ballerstedt        | Niemcy            | Alpecin-Deceuninck     | + 1"       |
| 7. | Tobias Lund Andresen       | Dania             | Team DSM               | + 1"       |
| 8. | Magnus Sheffield           | Stany Zjednoczone | Ineos Grenadiers       | + 1"       |
| 9. | Ben Zwiehoff               | Niemcy            | Bora-Hansgrohe         | + 1"       |
| 10. | Jordi Meeus                | Belgia            | Bora-Hansgrohe         | + 5"       |

| \| Klasyfikacja generalna \| Klasyfikacja generalna \| Klasyfikacja generalna \| Klasyfikacja generalna \| Klasyfikacja generalna \| \| Kolarz \| Kolarz \| Państwo \| Drużyna \| Czas \| \| ---------------------- \| -------------------------- \| ---------------------- \| ------------------------ \| ---------------------- \| \| 1. \| Ben Tulett \| Wielka Brytania \| Ineos Grenadiers \| 6h 31' 28" \| \| 2. \| Magnus Sheffield \| Stany Zjednoczone \| Ineos Grenadiers \| + 5" \| \| 3. \| Thibau Nys \| Belgia \| Trek-Segafredo \| + 23" \| \| 4. \| Ådne Holter \| Norwegia \| Uno-X Pro Cycling Team \| + 35" \| \| 5. \| Tobias Halland Johannessen \| Norwegia \| Uno-X Pro Cycling Team \| + 35" \| \| 6. \| Mathias Vacek \| Czechy \| Trek-Segafredo \| + 36" \| \| 7. \| Ben Zwiehoff \| Niemcy \| Bora-Hansgrohe \| + 37" \| \| 8. \| Rune Herregodts \| Belgia \| Intermarché-Circus-Wanty \| + 39" \| \| 9. \| Alexander Kamp \| Dania \| Tudor Pro Cycling Team \| + 40" \| \| 10. \| Marco Brenner \| Niemcy \| Team DSM \| + 40" \| |                            |                   |                          |            |
| |                            |                   |                          |            |
| Źródło: ProCyclingStats |                            |                   |                          |            |
| Klasyfikacja generalna |                            |                   |                          |            |
| Kolarz | Kolarz                     | Państwo           | Drużyna                  | Czas       |
| 1. | Ben Tulett                 | Wielka Brytania   | Ineos Grenadiers         | 6h 31' 28" |
| 2. | Magnus Sheffield           | Stany Zjednoczone | Ineos Grenadiers         | + 5"       |
| 3. | Thibau Nys                 | Belgia            | Trek-Segafredo           | + 23"      |
| 4. | Ådne Holter                | Norwegia          | Uno-X Pro Cycling Team   | + 35"      |
| 5. | Tobias Halland Johannessen | Norwegia          | Uno-X Pro Cycling Team   | + 35"      |
| 6. | Mathias Vacek              | Czechy            | Trek-Segafredo           | + 36"      |
| 7. | Ben Zwiehoff               | Niemcy            | Bora-Hansgrohe           | + 37"      |
| 8. | Rune Herregodts            | Belgia            | Intermarché-Circus-Wanty | + 39"      |
| 9. | Alexander Kamp             | Dania             | Tudor Pro Cycling Team   | + 40"      |
| 10. | Marco Brenner              | Niemcy            | Team DSM                 | + 40"      |

### Etap 3
| Stavanger - Stavanger | płaski | (149,3 km) |

| \| Klasyfikacja etapu \| Klasyfikacja etapu \| Klasyfikacja etapu \| Klasyfikacja etapu \| Klasyfikacja etapu \| \| Kolarz \| Kolarz \| Państwo \| Drużyna \| Czas \| \| ------------------ \| -------------------- \| ------------------ \| ------------------------ \| ------------------ \| \| 1. \| Alexander Kristoff \| Norwegia \| Uno-X Pro Cycling Team \| 3h 19' 17" \| \| 2. \| Tobias Lund Andresen \| Dania \| Team DSM \| + 0" \| \| 3. \| Jordi Meeus \| Belgia \| Bora-Hansgrohe \| + 0" \| \| 4. \| Madis Mihkels \| Estonia \| Intermarché-Circus-Wanty \| + 0" \| \| 5. \| Marijn van den Berg \| Holandia \| EF Education-EasyPost \| + 0" \| \| 6. \| Tim van Dijke \| Holandia \| Jumbo-Visma \| + 0" \| \| 7. \| Edward Planckaert \| Belgia \| Alpecin-Deceuninck \| + 0" \| \| 8. \| Rasmus Tiller \| Norwegia \| Uno-X Pro Cycling Team \| + 0" \| \| 9. \| Thibau Nys \| Belgia \| Trek-Segafredo \| + 0" \| \| 10. \| Vito Braet \| Belgia \| Team Flanders-Baloise \| + 0" \| |                      |          |                          |            |
| |                      |          |                          |            |
| Źródło: ProCyclingStats |                      |          |                          |            |
| Klasyfikacja etapu |                      |          |                          |            |
| Kolarz | Kolarz               | Państwo  | Drużyna                  | Czas       |
| 1. | Alexander Kristoff   | Norwegia | Uno-X Pro Cycling Team   | 3h 19' 17" |
| 2. | Tobias Lund Andresen | Dania    | Team DSM                 | + 0"       |
| 3. | Jordi Meeus          | Belgia   | Bora-Hansgrohe           | + 0"       |
| 4. | Madis Mihkels        | Estonia  | Intermarché-Circus-Wanty | + 0"       |
| 5. | Marijn van den Berg  | Holandia | EF Education-EasyPost    | + 0"       |
| 6. | Tim van Dijke        | Holandia | Jumbo-Visma              | + 0"       |
| 7. | Edward Planckaert    | Belgia   | Alpecin-Deceuninck       | + 0"       |
| 8. | Rasmus Tiller        | Norwegia | Uno-X Pro Cycling Team   | + 0"       |
| 9. | Thibau Nys           | Belgia   | Trek-Segafredo           | + 0"       |
| 10. | Vito Braet           | Belgia   | Team Flanders-Baloise    | + 0"       |

## Klasyfikacje

### Klasyfikacja generalna
| \| Klasyfikacja generalna \| Klasyfikacja generalna \| Klasyfikacja generalna \| Klasyfikacja generalna \| Klasyfikacja generalna \| \| Kolarz \| Kolarz \| Państwo \| Drużyna \| Czas \| \| ---------------------- \| -------------------------- \| ---------------------- \| ------------------------ \| ---------------------- \| \| 1. \| Ben Tulett \| Wielka Brytania \| Ineos Grenadiers \| 9h 50' 45" \| \| 2. \| Magnus Sheffield \| Stany Zjednoczone \| Ineos Grenadiers \| + 5" \| \| 3. \| Thibau Nys \| Belgia \| Trek-Segafredo \| + 23" \| \| 4. \| Attila Valter \| Węgry \| Jumbo-Visma \| + 24" \| \| 5. \| Alexander Kamp \| Dania \| Tudor Pro Cycling Team \| + 30" \| \| 6. \| Rune Herregodts \| Belgia \| Intermarché-Circus-Wanty \| + 31" \| \| 7. \| Ådne Holter \| Norwegia \| Uno-X Pro Cycling Team \| + 31" \| \| 8. \| Mathias Vacek \| Czechy \| Trek-Segafredo \| + 32" \| \| 9. \| Tobias Halland Johannessen \| Norwegia \| Uno-X Pro Cycling Team \| + 33" \| \| 10. \| Marco Brenner \| Niemcy \| Team DSM \| + 36" \| |                            |                   |                          |            |
| |                            |                   |                          |            |
| Źródło: ProCyclingStats |                            |                   |                          |            |
| Klasyfikacja generalna |                            |                   |                          |            |
| Kolarz | Kolarz                     | Państwo           | Drużyna                  | Czas       |
| 1. | Ben Tulett                 | Wielka Brytania   | Ineos Grenadiers         | 9h 50' 45" |
| 2. | Magnus Sheffield           | Stany Zjednoczone | Ineos Grenadiers         | + 5"       |
| 3. | Thibau Nys                 | Belgia            | Trek-Segafredo           | + 23"      |
| 4. | Attila Valter              | Węgry             | Jumbo-Visma              | + 24"      |
| 5. | Alexander Kamp             | Dania             | Tudor Pro Cycling Team   | + 30"      |
| 6. | Rune Herregodts            | Belgia            | Intermarché-Circus-Wanty | + 31"      |
| 7. | Ådne Holter                | Norwegia          | Uno-X Pro Cycling Team   | + 31"      |
| 8. | Mathias Vacek              | Czechy            | Trek-Segafredo           | + 32"      |
| 9. | Tobias Halland Johannessen | Norwegia          | Uno-X Pro Cycling Team   | + 33"      |
| 10. | Marco Brenner              | Niemcy            | Team DSM                 | + 36"      |

| Klasyfikacja punktowa | Klasyfikacja punktowa      | Klasyfikacja punktowa | Klasyfikacja punktowa  | Klasyfikacja punktowa |
| Kolarz                | Kolarz                     | Państwo               | Drużyna                | Punkty                |
| --------------------- | -------------------------- | --------------------- | ---------------------- | --------------------- |
| 1.                    | Thibau Nys                 | Belgia                | Trek-Segafredo         | 44 pkt                |
| 2.                    | Tobias Lund Andresen       | Dania                 | Team DSM               | 37 pkt                |
| 3.                    | Tobias Halland Johannessen | Norwegia              | Uno-X Pro Cycling Team | 32 pkt                |
| 4.                    | Jordi Meeus                | Belgia                | Bora-Hansgrohe         | 32 pkt                |
| 5.                    | Ben Tulett                 | Wielka Brytania       | Ineos Grenadiers       | 30 pkt                |
| 6.                    | Magnus Sheffield           | Stany Zjednoczone     | Ineos Grenadiers       | 30 pkt                |
| 7.                    | Alexander Kamp             | Dania                 | Tudor Pro Cycling Team | 26 pkt                |
| 8.                    | Edward Planckaert          | Belgia                | Alpecin-Deceuninck     | 23 pkt                |
| 9.                    | Attila Valter              | Węgry                 | Jumbo-Visma            | 20 pkt                |
| 10.                   | Mick van Dijke             | Holandia              | Jumbo-Visma            | 19 pkt                |

| Klasyfikacja punktowa | Klasyfikacja punktowa      | Klasyfikacja punktowa | Klasyfikacja punktowa  | Klasyfikacja punktowa |
| Kolarz                | Kolarz                     | Państwo               | Drużyna                | Punkty                |
| --------------------- | -------------------------- | --------------------- | ---------------------- | --------------------- |
| 1.                    | Thibau Nys                 | Belgia                | Trek-Segafredo         | 44 pkt                |
| 2.                    | Tobias Lund Andresen       | Dania                 | Team DSM               | 37 pkt                |
| 3.                    | Tobias Halland Johannessen | Norwegia              | Uno-X Pro Cycling Team | 32 pkt                |
| 4.                    | Jordi Meeus                | Belgia                | Bora-Hansgrohe         | 32 pkt                |
| 5.                    | Ben Tulett                 | Wielka Brytania       | Ineos Grenadiers       | 30 pkt                |
| 6.                    | Magnus Sheffield           | Stany Zjednoczone     | Ineos Grenadiers       | 30 pkt                |
| 7.                    | Alexander Kamp             | Dania                 | Tudor Pro Cycling Team | 26 pkt                |
| 8.                    | Edward Planckaert          | Belgia                | Alpecin-Deceuninck     | 23 pkt                |
| 9.                    | Attila Valter              | Węgry                 | Jumbo-Visma            | 20 pkt                |
| 10.                   | Mick van Dijke             | Holandia              | Jumbo-Visma            | 19 pkt                |

| Klasyfikacja górska | Klasyfikacja górska | Klasyfikacja górska | Klasyfikacja górska                | Klasyfikacja górska |
| Kolarz              | Kolarz              | Państwo             | Drużyna                            | Punkty              |
| ------------------- | ------------------- | ------------------- | ---------------------------------- | ------------------- |
| 1.                  | Joel Nicolau        | Hiszpania           | Caja Rural-Seguros RGA             | 19 pkt              |
| 2.                  | Mathias Bregnhøj    | Dania               | Leopard TOGT Pro Cycling           | 15 pkt              |
| 3.                  | Torbjørn Røed       | Norwegia            | Norwegia                           | 13 pkt              |
| 4.                  | Mathias Vacek       | Czechy              | Trek-Segafredo                     | 9 pkt               |
| 5.                  | Magnus Sheffield    | Stany Zjednoczone   | Ineos Grenadiers                   | 9 pkt               |
| 6.                  | Ben Tulett          | Wielka Brytania     | Ineos Grenadiers                   | 8 pkt               |
| 7.                  | Ådne Holter         | Norwegia            | Uno-X Pro Cycling Team             | 7 pkt               |
| 8.                  | Manuele Tarozzi     | Włochy              | Green Project-Bardiani CSF-Faizanè | 7 pkt               |
| 9.                  | Dries De Pooter     | Belgia              | Intermarché-Circus-Wanty           | 7 pkt               |
| 10.                 | Lorenzo Milesi      | Włochy              | Team DSM                           | 6 pkt               |

| Klasyfikacja górska | Klasyfikacja górska | Klasyfikacja górska | Klasyfikacja górska                | Klasyfikacja górska |
| Kolarz              | Kolarz              | Państwo             | Drużyna                            | Punkty              |
| ------------------- | ------------------- | ------------------- | ---------------------------------- | ------------------- |
| 1.                  | Joel Nicolau        | Hiszpania           | Caja Rural-Seguros RGA             | 19 pkt              |
| 2.                  | Mathias Bregnhøj    | Dania               | Leopard TOGT Pro Cycling           | 15 pkt              |
| 3.                  | Torbjørn Røed       | Norwegia            | Norwegia                           | 13 pkt              |
| 4.                  | Mathias Vacek       | Czechy              | Trek-Segafredo                     | 9 pkt               |
| 5.                  | Magnus Sheffield    | Stany Zjednoczone   | Ineos Grenadiers                   | 9 pkt               |
| 6.                  | Ben Tulett          | Wielka Brytania     | Ineos Grenadiers                   | 8 pkt               |
| 7.                  | Ådne Holter         | Norwegia            | Uno-X Pro Cycling Team             | 7 pkt               |
| 8.                  | Manuele Tarozzi     | Włochy              | Green Project-Bardiani CSF-Faizanè | 7 pkt               |
| 9.                  | Dries De Pooter     | Belgia              | Intermarché-Circus-Wanty           | 7 pkt               |
| 10.                 | Lorenzo Milesi      | Włochy              | Team DSM                           | 6 pkt               |

| Klasyfikacja młodzieżowa | Klasyfikacja młodzieżowa | Klasyfikacja młodzieżowa | Klasyfikacja młodzieżowa | Klasyfikacja młodzieżowa |
| Kolarz                   | Kolarz                   | Państwo                  | Drużyna                  | Czas                     |
| ------------------------ | ------------------------ | ------------------------ | ------------------------ | ------------------------ |
| 1.                       | Ben Tulett               | Wielka Brytania          | Ineos Grenadiers         | 9h 50' 45"               |
| 2.                       | Magnus Sheffield         | Stany Zjednoczone        | Ineos Grenadiers         | + 5"                     |
| 3.                       | Thibau Nys               | Belgia                   | Trek-Segafredo           | + 23"                    |
| 4.                       | Mathias Vacek            | Czechy                   | Trek-Segafredo           | + 32"                    |
| 5.                       | Marco Brenner            | Niemcy                   | Team DSM                 | + 36"                    |
| 6.                       | Lorenzo Milesi           | Włochy                   | Team DSM                 | + 49"                    |
| 7.                       | Axel Laurance            | Francja                  | Alpecin-Deceuninck       | + 1' 06"                 |
| 8.                       | Johannes Staune-Mittet   | Norwegia                 | Jumbo-Visma              | + 1' 15"                 |
| 9.                       | Tobias Lund Andresen     | Dania                    | Team DSM                 | + 1' 31"                 |
| 10.                      | Madis Mihkels            | Estonia                  | Intermarché-Circus-Wanty | + 1' 39"                 |

| Klasyfikacja młodzieżowa | Klasyfikacja młodzieżowa | Klasyfikacja młodzieżowa | Klasyfikacja młodzieżowa | Klasyfikacja młodzieżowa |
| Kolarz                   | Kolarz                   | Państwo                  | Drużyna                  | Czas                     |
| ------------------------ | ------------------------ | ------------------------ | ------------------------ | ------------------------ |
| 1.                       | Ben Tulett               | Wielka Brytania          | Ineos Grenadiers         | 9h 50' 45"               |
| 2.                       | Magnus Sheffield         | Stany Zjednoczone        | Ineos Grenadiers         | + 5"                     |
| 3.                       | Thibau Nys               | Belgia                   | Trek-Segafredo           | + 23"                    |
| 4.                       | Mathias Vacek            | Czechy                   | Trek-Segafredo           | + 32"                    |
| 5.                       | Marco Brenner            | Niemcy                   | Team DSM                 | + 36"                    |
| 6.                       | Lorenzo Milesi           | Włochy                   | Team DSM                 | + 49"                    |
| 7.                       | Axel Laurance            | Francja                  | Alpecin-Deceuninck       | + 1' 06"                 |
| 8.                       | Johannes Staune-Mittet   | Norwegia                 | Jumbo-Visma              | + 1' 15"                 |
| 9.                       | Tobias Lund Andresen     | Dania                    | Team DSM                 | + 1' 31"                 |
| 10.                      | Madis Mihkels            | Estonia                  | Intermarché-Circus-Wanty | + 1' 39"                 |

| Klasyfikacja drużynowa | Klasyfikacja drużynowa   | Klasyfikacja drużynowa | Klasyfikacja drużynowa |
| Drużyna                | Drużyna                  | Państwo                | Czas                   |
| ---------------------- | ------------------------ | ---------------------- | ---------------------- |
| 1.                     | EF Education-EasyPost    | Stany Zjednoczone      | 29h 34' 30"            |
| 2.                     | Uno-X Pro Cycling Team   | Norwegia               | + 4"                   |
| 3.                     | Ineos Grenadiers         | Wielka Brytania        | + 8"                   |
| 4.                     | Team DSM                 | Holandia               | + 12"                  |
| 5.                     | Jumbo-Visma              | Holandia               | + 20"                  |
| 6.                     | Trek-Segafredo           | Stany Zjednoczone      | + 1' 01"               |
| 7.                     | Bora-Hansgrohe           | Niemcy                 | + 1' 07"               |
| 8.                     | Intermarché-Circus-Wanty | Belgia                 | + 1' 14"               |
| 9.                     | Alpecin-Deceuninck       | Belgia                 | + 1' 33"               |
| 10.                    | Tudor Pro Cycling Team   | Szwajcaria             | + 1' 54"               |

| Klasyfikacja drużynowa | Klasyfikacja drużynowa   | Klasyfikacja drużynowa | Klasyfikacja drużynowa |
| Drużyna                | Drużyna                  | Państwo                | Czas                   |
| ---------------------- | ------------------------ | ---------------------- | ---------------------- |
| 1.                     | EF Education-EasyPost    | Stany Zjednoczone      | 29h 34' 30"            |
| 2.                     | Uno-X Pro Cycling Team   | Norwegia               | + 4"                   |
| 3.                     | Ineos Grenadiers         | Wielka Brytania        | + 8"                   |
| 4.                     | Team DSM                 | Holandia               | + 12"                  |
| 5.                     | Jumbo-Visma              | Holandia               | + 20"                  |
| 6.                     | Trek-Segafredo           | Stany Zjednoczone      | + 1' 01"               |
| 7.                     | Bora-Hansgrohe           | Niemcy                 | + 1' 07"               |
| 8.                     | Intermarché-Circus-Wanty | Belgia                 | + 1' 14"               |
| 9.                     | Alpecin-Deceuninck       | Belgia                 | + 1' 33"               |
| 10.                    | Tudor Pro Cycling Team   | Szwajcaria             | + 1' 54"               |

### Liderzy klasyfikacji
| Etap   |                                     | Pierwsze miejsce _ | Klasyfikacja generalna | Punktowa         | Górska           | Młodzieżowa | Drużynowa             |
| ------ | ----------------------------------- | ------------------ | ---------------------- | ---------------- | ---------------- | ----------- | --------------------- |
| Prolog | jazda indywidualna na czas pod górę | Ben Tulett         | Ben Tulett             | Ben Tulett       | Ben Tulett       | Ben Tulett  | Ineos Grenadiers      |
| 1      | pagórkowaty                         | Mike Teunissen     | Ben Tulett             | Magnus Sheffield | Magnus Sheffield | Ben Tulett  | Ineos Grenadiers      |
| 2      | pagórkowaty                         | Thibau Nys         | Ben Tulett             | Thibau Nys       | Joel Nicolau     | Ben Tulett  | Ineos Grenadiers      |
| 3      | płaski                              | Alexander Kristoff | Ben Tulett             | Thibau Nys       | Joel Nicolau     | Ben Tulett  | EF Education-EasyPost |
| Koniec | Koniec                              |                    | Ben Tulett             | Thibau Nys       | Joel Nicolau     | Ben Tulett  | EF Education-EasyPost |